# Fort de Joux
Il forte di Joux (in francese Fort de Joux) o castello de Joux è un castello trasformato in un fortino situato a La Cluse-et-Mijoux nel Doubs tra le montagne del Giura in Francia. Il luogo dista 15 km dal confine con la Svizzera.
Il 18 luglio 1996, il Ministero della Cultura francese ha designato il castello come monumento storico.

## Storia

### Altopiano della Pelouse e della Rochette

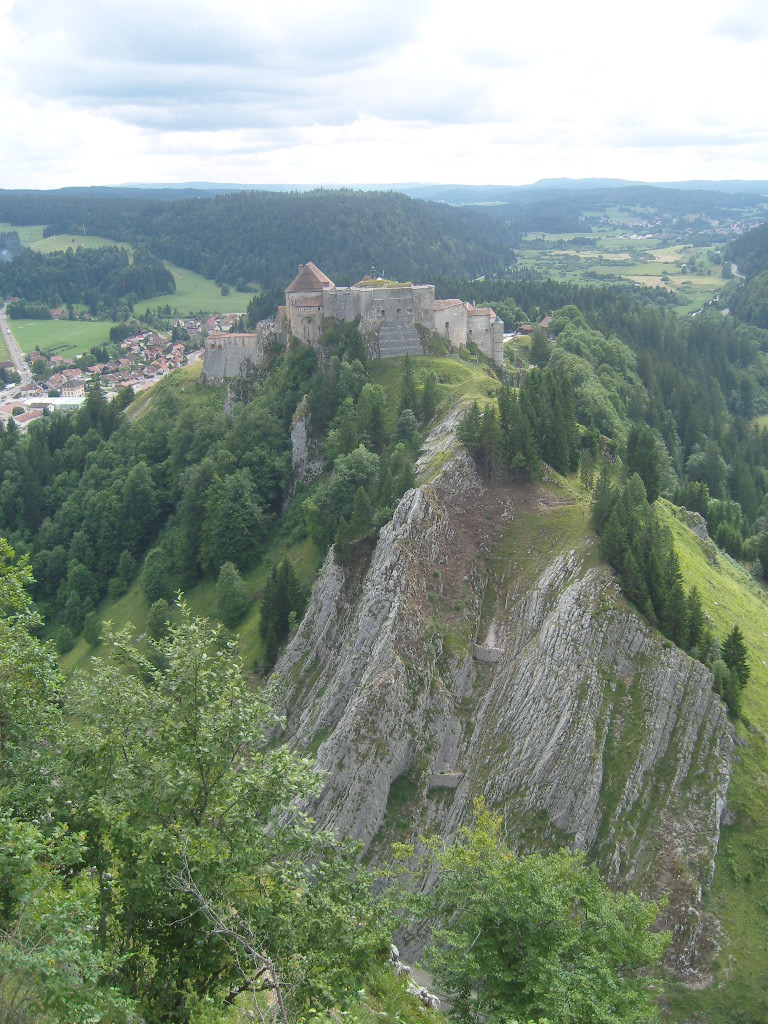
Il castello con La Cluse-et-Mijoux sullo sfondo

Sin dai tempi antichi, era previsto un pedaggio nel luogo dove oggi sorge il castello e esisteva una torre di guardia in legno sull'altopiano di La Rochette. Nel corso della conquista della Gallia, Giulio Cesare parla di un'alta montagna difesa da cinquanta uomini che consentiva l'ingresso nel paese dei Sequani. È qui che gli Elvezi fuggirono nel 58 a.C. prima di essere raggiunti da Cesare presso il fiume Saona. È nel 1039, con la morte di Corrado II il Salico e con l'avvento di Enrico III del Sacro Romano Impero, che il castello viene menzionato per la prima volta nella Vita Mathildis con il nome di Miroaltum; infatti, nel 1227, Enrico di Joux parlava del "castello di Joux, detto anche Miroaz" e si riscontrano varianti simili nelle carte geografiche del tempo (Miroual, Miroal, Miroaz, Mirua, Mirowaldum, Miroaldum, Mirouhaut). In epoca medievale, veniva sempre chiamato indifferentemente in francese "Fort de Joux" o "chasteau puis château de Joux": il nome Joux deriverebbe dal latino Juria, ossia "foresta montuosa", e dal celtico Jor, cioè "collina boscosa".
La montagna di Joux, separata dalla spettacolare faglia di Larmont, è divisa in tre zone: La Rochette, che sovrasta il villaggio di La Cluse-et-Mijoux; la Pelouse, che si affaccia su La Rochette; a sud-sud-ovest il Geran. Fort de Joux fu costruito su un terreno erboso, ma fin dall'inizio vi erano fortificazioni e un passaggio su La Rochette che consentiva l'accesso diretto al casello situato nel punto più stretto, dove attualmente si trova il fortino Chauffaud. È probabile che i signori di Salins esercitassero la propria autorità su gran parte del loro territorio (inclusa la valle d'Usie), forse in simultanea con l'abbazia territoriale di San Maurizio d'Agauno e con casata dei Joux. Nel 941, il monastero cedette in feudo ad Alberico di Salins tutta la valle composta da Goux-les-Usiers, Bians-les-Usiers e Sombacour. Grazie all'imperatore Federico Barbarossa, che confermò la loro carica al XII secolo, i signori di Joux furono in grado di espandere in modo significativo i propri possedimenti. I luoghi in mano alla casata locale si trovavano sulle montagne di Mouthe, Pontarlier e Montbenoît, lungo il fiume Doubs dal monte d'Oro, vicino a Métabief, al monte della Grande-Combe, oltre che Cicon, Lièvremont e Naisey.
Il sito, costruito all'ingresso della gola di Pontarlier, poiché giace sull'unica strada che attraversa il massiccio del Giura, ispirò subito i signori di turno a imporre un pedaggio che avrebbe garantito un reddito regolare: lo scopo finale era quello costruire un castello di pietra. La potente casata dei Joux, legata addirittura direttamente ai Burgundi, continuò a prendere possesso dei vari feudi del posto tra il X e il XIII secolo, tanto da riuscire a raggruppare sotto la stessa giurisdizione la maggioranza dei villaggi situati presso le montagne di Giura: è per questo che si auto-definirono i "potenti signori con gli stendardi del Giura" o "i signori delle foreste del Giura".
I signori di Joux, probabilmente discendenti dai principi borgognoni, si arricchirono molto grazie ai dazi imposti, in virtù del fatto che amministravano le uniche due rotte stradali disponibili tra la Borgogna e la Svizzera, oltre che più a sud la Lombardia; in più, si trovava lungo la via del sale e sulla via Francigena. Le persone che dipendevano dall'abbazia di Montbenoît, Pontarlier e dai feudi dei Joux erano esentate dai pagamenti. Grazie inoltre alle miniere di ferro, sale e argento, alla produzione di calce e del vetro oltre che della carne affumicata, la quale rendeva famosa fin dall'antichità la regione, i luoghi circostanti al castello vissero un periodo felice. Inoltre, la grande disponibilità di legname, nello specifico di abeti rossi, costituì un settore in costante crescita.
Nel corso di tutte le generazioni, i signori di Joux si comportarono in maniera quasi dispotica, ricattando i loro vicini e chiunque non avesse pagato loro ciò che dovevano. Non c'è dubbio che si schierarono con Oddone II di Blois quando il regno di Arles fu ceduto a Corrado II il Salico del Sacro Romano Impero durante la successione operata da re Rodolfo III nel 1032, scongiurando così la possibilità di venire governati da principi tedeschi: le lingue più parlate nella zona erano d'altra parte il francoprovenzale e il latino. Nel 1039, ad Alderico di Joux e a tutte le persone che si trovavano nel castello in quell'anno furono tagliati il naso e le orecchie da Bonifacio di Canossa e dalle sue truppe lombarde: si trattò di un'aggressione volta a ricordare la necessità per loro di obbedire all'imperatore del Sacro Romano Impero, anziché fortificare il sito per altro senza alcun permesso. Forse per timore di ulteriori rappresaglie i signori di Joux si schierarono sempre contro i lombardi guelfi a favore dell'imperatore (ghibellini). In siffatto contesto, Amaury III, accompagnato da Ottone di Champagne, dichiarò la sua fedeltà nel 1168 a Federico Barbarossa, imperatore del Sacro Romano Impero. Nel 1175, quando i tedeschi esaurirono i propri assalti, Amaury confermò il sostegno all'imperatore fino al 1183, ragion per cui si ritiene che partecipò alla terza crociata come Barbarossa, morto nel 1190. Per ricompensare la sua fedeltà, l'imperatore gli cedette la valle d'Usier e buona parte della pianura di Arlier. Furono avviati dei lavori di fortificazione delle postazioni a presidio del corso del fiume Doubs all'altezza di Pontarlier ed in particolare il quartiere di "Morieux" divenendo così la "roccaforte di Molar". Nel 1246 Amaury IV fu costretto da Giovanni I di Chalon (conte reggente di Borgogna e barone di Salins) a trattare con i "baroni borghesi" di Pontarlier: grazie ai diritti concessi agli uomini liberi, diminuirono i diritti sulle foreste e il banvino (diritto di imporre tasse straordinarie) di Pontarlier; anche per rappresaglia e ignorando il divieto, Amaury IV impose diritti di pedaggio esorbitanti a coloro che attraversavano le sue terre per andare a prendere il sale a Salins, originando un grande conflitto con Giovanni di Chalon, un altro signore locale, cosa che porterà la desolazione nelle terre dei Joux. Nel 1282, Enrico II di Joux partecipò a fianco dei ghibellini ai vespri siciliani contro i francesi dopo aver raccolto il denaro necessario e averlo preparato nel 1281. Giovanni di Joux combatté contro Filippo il Bello alla battaglia di Mons-en-Pévèle dove perse la vita con il suo scudiero.

### I signori delle foreste del Giura

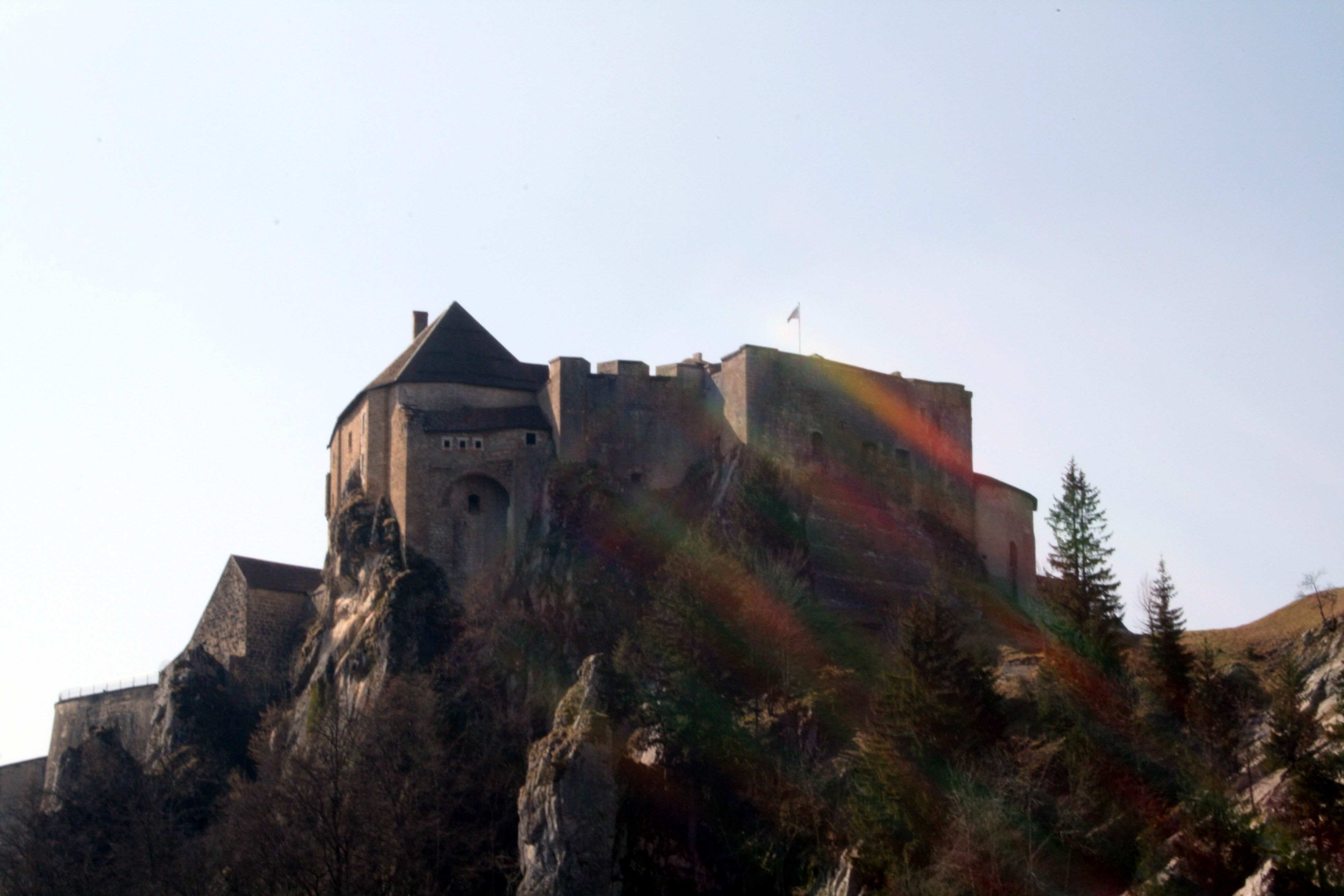
Veduta da La Cluse-et-Mijoux

Il feudo passò poi per matrimonio alla casata di Blonay e in seguito di Vienne. Jeanne de Blonay, vedova senza eredi di Gauthier II di Vienne-Mirebel (morto nel 1390), la vendette a Guillaume de Vienne, primo cavaliere del Toson d'oro, nel 1410. Il figlio di quest'ultimo, chiamato anch'egli Guillaume (morto nel 1456), era sommerso di debiti e i discendenti di sua figlia Margherita, andata in sposa con Rodolfo IV di Hochberg, non potevano ricevere il castello di Joux nonostante in condizioni normali avrebbero dovuto ereditarlo. Infatti, dopo la morte della figlia nel 1453, il castello dovette essere venduto nel 1454 al duca e conte di Borgogna Filippo il Buono, che aveva già investito un'ingente cifra per il restauro (creò le fiere di Saint-Luc e Saint-Georges a Pontarlier per questo uso nel 1393). Dal 1475, Filippo di Hochberg, conte di Neuchâtel, e i suoi discendenti non desistettero mai dalla volontà di riappropriarsi del maniero. Con il sostegno finanziario di Luigi XI e approfittando delle controversie di quest'ultimo con il nuovo conte-duca, Carlo il Temerario, figlio di Filippo il Buono, ci riuscì in più occasioni, ma i duchi e i conti di Borgogna alla fine recuperarono le loro proprietà a seguito di numerose peripezie.
Nel 1475 il castello affrontò un assedio importante e gli occupanti resistettero ai bernesi partiti per saccheggiare Pontarlier. L'anno seguente, Katherin Bouchet coprì la ritirata di Carlo il Temerario dopo le battaglie di Morat e Grandson. Per questo, dopo la morte del padre Carlo il Temerario, Maria di Borgogna lo nominò signore a vita del castello di Joux. Con il matrimonio di Maria, il sito finì sotto l'autorità dell'imperatore Massimiliano I d'Asburgo. Nel 1481, Filippo di Hochberg, figlio di Rodolfo e Margherita di Vienna, collocò Antonio di Sarron sul luogo. Ne scaturì una serie di cause legali tra i conti e duchi di Borgogna, gli Hochberg, i conti di Neuchâtel e i marchesi (margravi) di Rothelin. Nel 1492 il parlamento di Dole assegnò il castello di Joux a Margherita d'Asburgo, figlia di Massimiliano; nessuno su oppose a tale decisione e come segno di pacificazione pose il marchese de Rothelin (la figlia di Filippo, Giovanna di Hochberg, ricevette solo Neuchâtel). Tuttavia, la storiografia ha dimostrato fino al 1815 che gli abitanti di Neuchâtel rivendicavano ancora Joux compie proprio feudo. Francesco I in persona dovette arbitrare un conflitto nato nel 1529 sul possesso della fortezza, ma sarà solo Talleyrand a cessare definitivamente la questione nel corso del Congresso di Vienna.

### Le conquiste del XVII secolo

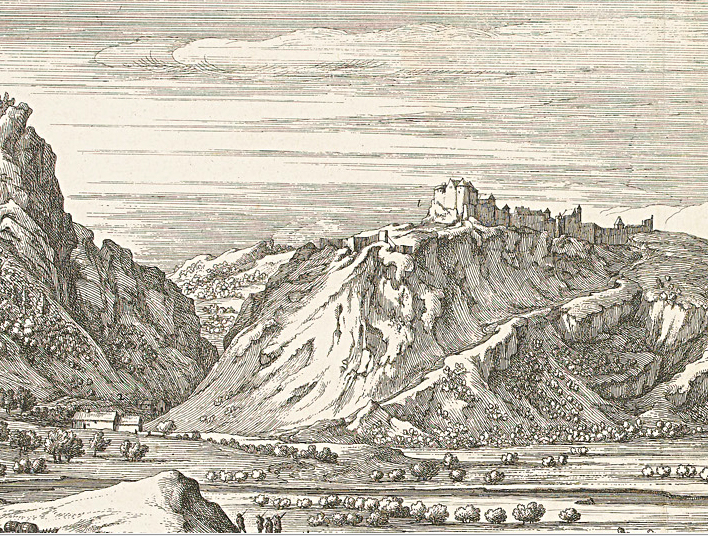
Castello di Joux intorno al 1666-1681, particolare (Van der Meulen)

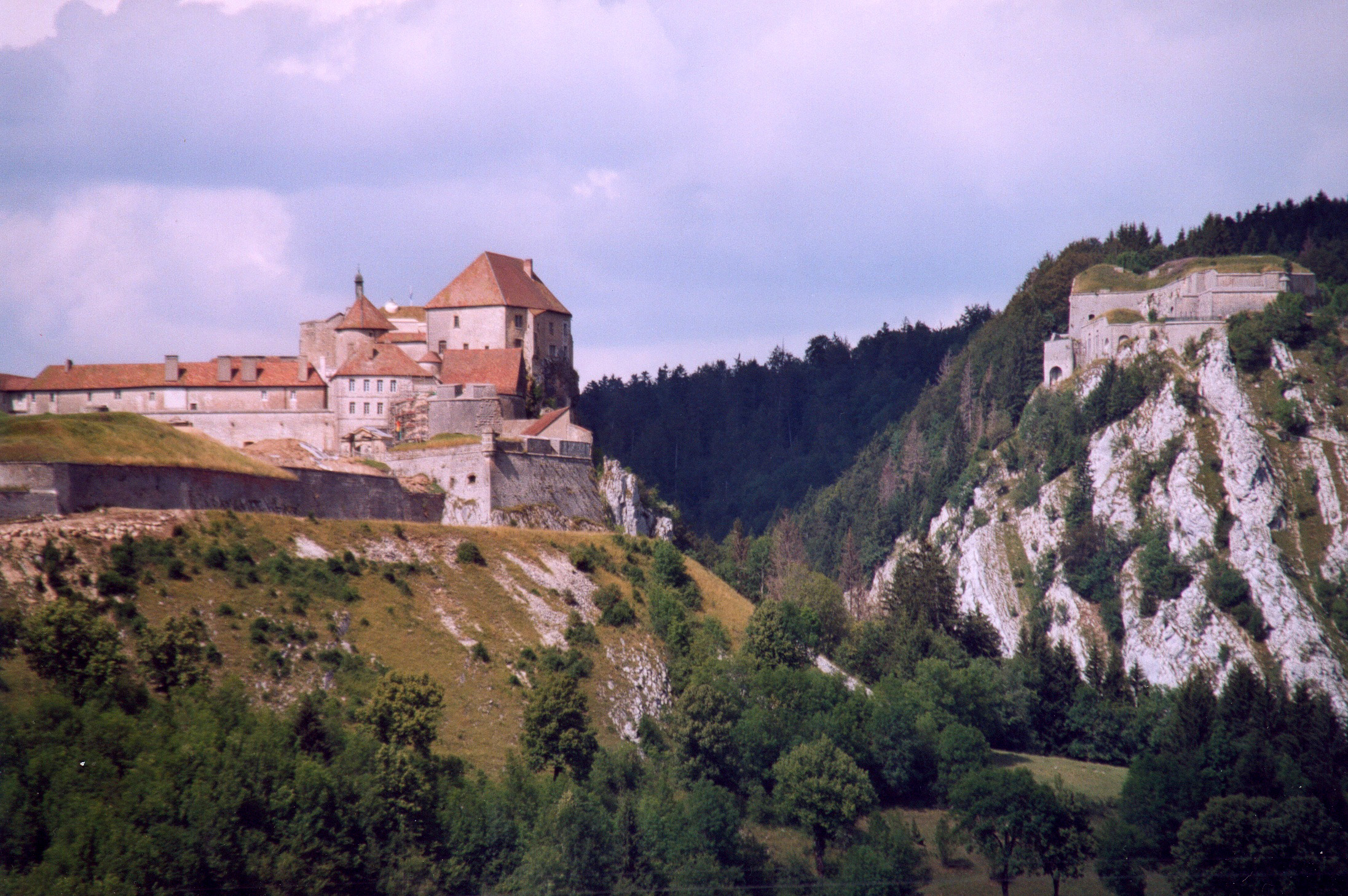
Lato orientale del castello

Nel corso della guerra dei trent'anni, il castello di Joux, a seguito della città di Pontarlier, cadde nel 1639 nelle mani dei francesi guidati da Bernardo di Sassonia-Weimar: durante i 15 giorni di scontri, i colpi di cannone si abbatterono sul Géran e i segni sono ancora oggi visibili. La fortezza passò a Van-der-Gruën, nominato da Weimar, poi da un certo Grim. Durante le negoziazioni della pace di Vestfalia, i francesi si mostrarono contrari a cedere la struttura, assegnata dal re al duca di Longueville, discendente degli Hochberg: questa passò agli spagnoli per circa un ventennio. Nel novembre 1659, con il trattato dei Pirenei, la Francia fece rientrare il territorio nella Franca Contea, oltre a far pace con la Spagna: uno degli articoli prevedeva infatti che il castello di Joux, ceduto temporaneamente al conte di Neuchâtel, andasse restituito alla Francia.
Nel 1668, affinché si recuperasse la dote della moglie (Maria Teresa), Luigi XIV acquisì personalmente la Franca Contea invadendola con la sua cavalleria leggera e sbaragliò la ridotta guarnigione di guardie svizzere posta a protezione del luogo. Il barone svizzero Ferdinand de Saint-Mauris che comandava la guarnigione, composta da 60 soldati più 20 cavalieri e 200 miliziani, finì sotto l'autorità del governatore della provincia Philippe de la Baume-Saint-Amour, marchese di Yenne. Lo svizzero fu accusato di essersi schierato con la Francia in barba al suo dovere di difendere i luoghi della Franca Contea perché arresosi molto rapidamente a de Noisy: gli uomini al suo seguito erano privi di una reale esperienza sul campo e si arresero col timore di ulteriori attacchi francesi. Il suo presunto tradimento non è stato ancora confermato e questi rigettò tali accuse per tutta la vita. Lo scrittore seicentesco Louis-Gabriel Michaud, nella sua Biografia universale antica e moderna, ritrae piuttosto il personaggio come un uomo d'onore travolto dal contesto e dagli eventi e anch'egli rigetta l'ipotesi di tradimento. Ad ogni modo, Luigi XIV fu costretto a restituire la Franca Contea alla Spagna per via del trattato di Aquisgrana (1668). Il barone di Saint-Mauris rimane governatore del luogo.
Nel 1674, quando le grandi potenze europee furono indebolite, Luigi XIV si fregiò personalmente della conquista della Franca Contea, spedendo il marchese de Duras ad assumere il controllo del castello di Joux. Gli svizzeri abbandonarono il presidio non appena seppero che i francesi stavano giungendo da nord.
Nel 1678 il trattato di Nimega suggellò il definitivo ritorno della Franca Contea alla Francia e del castello. Questo venne fortificato da Vauban e fu uno dei tre forti della Franca Contea risparmiati da Luigi XIV, il quale fece demolire tutti gli altri. Il forte aveva allora una guarnigione composta da molti invalidi di guerra, con un governatore, che era anche governatore di Pontarlier, un luogotenente del re e un maggiore.

### Il forte come prigione di stato
Dal regno di Luigi XV fino alla caduta di Napoleone, nel 1815, il forte funse da prigione di stato. Le celle erano fredde e umide e i prigionieri dovevano riscaldarsi tutto l'anno a proprie spese. Nonostante la sua reputazione di centro detentivo sicuro, diversi prigionieri riuscirono a sfuggire: alcuni di questi godevano di una certa fama. Mirabeau fu infatti rinchiuso nel maggio del 1775 nella torre che oggi porta il suo nome. Tuttavia, ottenne presto dal governatore del luogo, il marchese de Saint-Mauris-Montbarrey, il permesso di potersi trasferire a Pontarlier, dove alloggiò in una propria abitazione e dove incontrò Sofia di Ruffey con la quale scappò nei Paesi Bassi e a cui dedicò le cosiddette "Lettere a Sofia".
Chouan e preti refrattari venivano sovente rinchiusi in loco, a volte con un trattamento speciale, perché molti pontissaliani, se anti-realisti, difendevano la Chiesa. D'Andigné e Suzannet scapparono dal forte con la complicità di chi fornì loro le chiavi delle rispettive celle. Girod, Allier de Hauteroche, Michelot Moulin e Charles de Frotté (fratello del generale Louis de Frotté) furono rinchiusi nella stessa cella assieme al cagnolino Bibi, sebbene riuscirono a fuggire nel gennaio 1805 utilizzando dei teli posti sull'altopiano della Rochette innevato, da cui raggiunsero la Svizzera e poi si unirono all'Impero britannico.

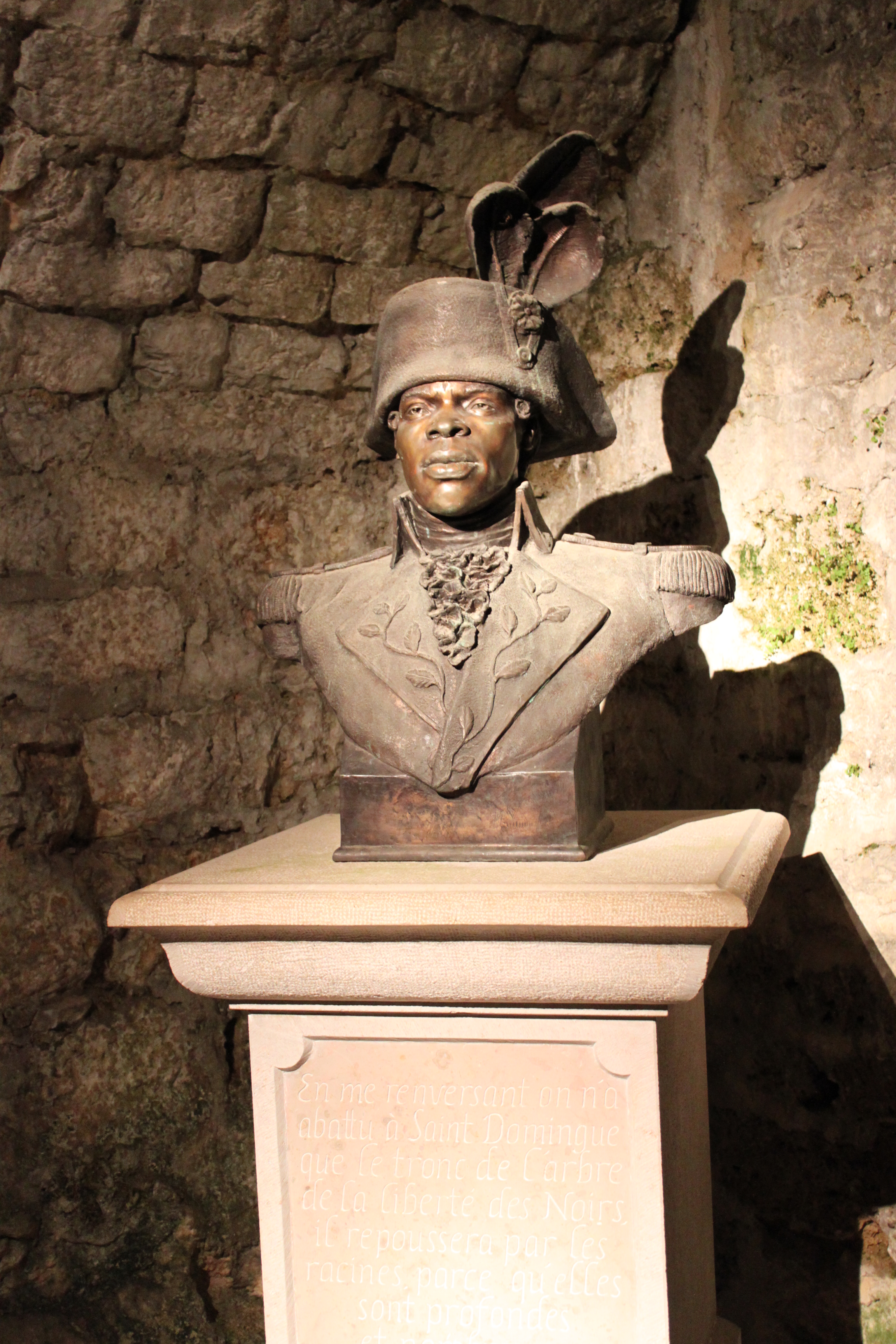
Busto di Toussaint Louverture

Toussaint Louverture si prodigò per l'abolizione della schiavitù e per l'indipendenza di Haiti, la prima repubblica nera. Fu rinchiuso in segreto a fort de Joux in una cella la cui finestra fu quasi interamente murata nell'agosto 1802. Fu privato di tutti i suoi ranghi, gli furono rifiutate le cure per la malattia che aveva contratto prima di essere fatto prigioniero e di cui morì il 7 aprile 1803. Napoleone rinchiuse anche André Rigaud, un generale che aveva combattuto Toussaint Louverture.
Il poeta tedesco Heinrich von Kleist fu imprigionato per errore dal 5 marzo al 9 aprile 1807; uno dei suoi compatrioti venne inizialmente rinchiuso nella cella di Toussaint Louverture e strinse contatti con il suo carceriere prima di riuscire a convincerlo a lasciarlo andare. Fu da questa esperienza che Kleist trasse ispirazione per la sua commedia Il fidanzamento a Santo Domingo.
Il marchese de Rivière, ostile a Bonaparte, finì in cella nel 1814, due anni rispetto al cardinale Calvachini, giunto da Roma, il quale ricevette un trattamento preferenziale perché teoricamente rinchiuso nel castello ma in realtà confinato presso la parrocchia di Saint-Bénigne a Pontarlier.
I luogotenenti della guerra d'indipendenza spagnola furono imprigionati tra il 1803 e il 1815. Uno di essi scrisse una poesia per il suo re sulla porta della sua cella. Il giorno prima dell'arrivo degli austriaci, nel 1813, i 300-400 prigionieri furono trasferiti a Salins. In quelle particolari circostanze, quattro prigionieri erano riusciti a fuggire utilizzando le lenzuola legate dalle latrine del castello. L'ultimo degli uomini cadde e i suoi compagni lo portarono a Oye dove morì, mentre gli altri fuggirono in Svizzera.
Dal 27 dicembre 1813, gli austriaci assediarono e bombardarono il forte, causando molti danni materiali, ma il forte resistette ancora con i suoi 100 soldati, di cui 60 veterani. Decidendo di cambiare tattica, il 17 gennaio 1814, offrirono 942 franchi al governatore del luogo, Roubeau, che accettò e se ne andò con le truppe al suo seguito. Mentre gli austriaci sembravano in procinto di distruggere il forte, il generale francese Marulaz convinse Giovanni I Giuseppe del Liechtenstein a non scatenare l'assalto.
Nel marzo 1815, approfittando dei disordini generali, 40.000 svizzeri armati invasero la regione. Il 7 luglio espugnarono il forte senza combattere, ma dovettero restituirlo dopo il Congresso di Vienna.

### Lavori di ammodernamento e le due guerre mondiali

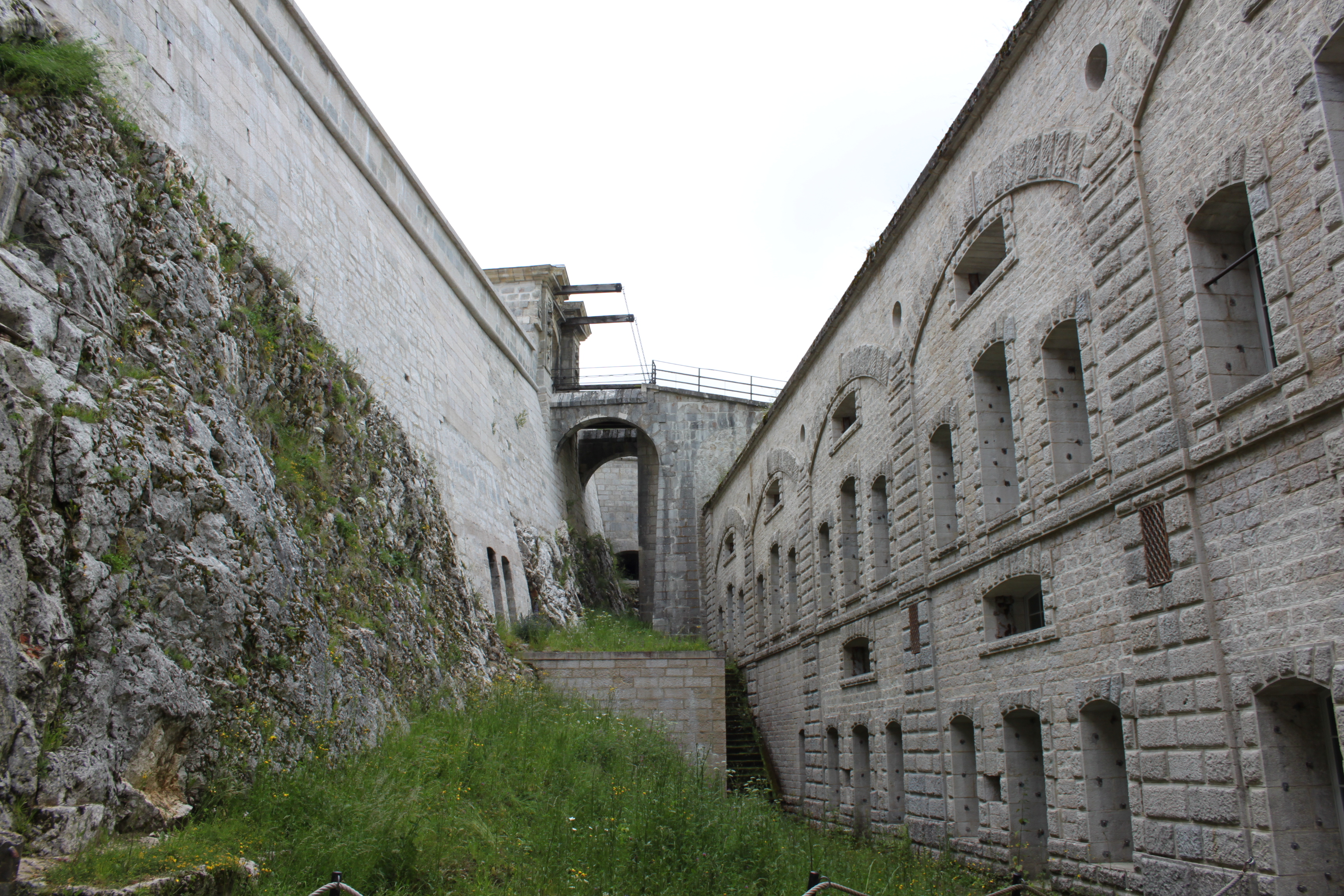
La caserma Joffre

Il forte fu riparato e rinforzato sia migliorando la seconda e la quinta cinta muraria sia con la costruzione del forte Mahler tra il 1843 e il 1851. Il 1º febbraio 1871, nel corso della guerra franco-prussiana poiché non inclusi nella convenzione di armistizio di Versailles, i 100.000 uomini dell'esercito dell'Est comandato da Clinchant furono attaccati dai 500 prussiani guidati da Manteuffel mentre si stavano dirigendo in Svizzera per deporre le armi (ai sensi della convenzione di Verrières). Il forte Mahler e quello di Joux furono funzionali a far riportare ai francesi una vittoria sugli avversari (avvenuta in concomitanza con la prima grande operazione della Croce Rossa, che curò sia i feriti di entrambi gli schieramenti a Verrières-de-Joux).
Dopo la sconfitta del 1871, si procedette ad ammodernare il forte per opera del giovane capitano Joffre, allora ufficiale nel genio. A convertirlo in un vero e proprio bastione fu Séré de Rivières, per via dell'installazione delle casematte Mougin contenenti cannoni Bange da 155 mm, considerati i più grandi mezzi d'artiglieria dell'epoca. Tuttavia, la crisi dei siluri nel 1885 rese obsoleta questa costosa opera. Il forte rientrava tra le fortificazioni orientali assieme al Mahler, anch'esso modernizzato, e al Catinat, ultimato tra il 1880 e il 1883.
Durante la prima guerra mondiale, il forte assunse un ruolo puramente deterrente. Nel periodo interbellico e fino alla campagna di Francia, fu integrato nella linea Maginot all'interno del settore fortificato del Giura per fungere da piattaforma di artiglieria. Nel giugno 1940, una colonna tedesca giunse da Besançon verso il sito; furono il forte Mahler, Catinat e de Joux ad arrestare l'avanzata tedesca. I combattimenti cessarono con la firma da parte di Pétain dell'armistizio del 22 giugno 1940. I nazisti presero possesso delle strutture e realizzarono una casamatta volta a ospitare un grande cannone nel Mahler, lasciando invece un piccolo contingente al forte di Joux.
Dopo il conflitto globale, l'esercito lasciò solo un'unità ridotta nel forte, in quanto era diventato troppo obsoleto per le armi moderne.

### La stagione del turismo
Benché esistesse la possibilità tramite autorizzazione di visitare la fortezza e si tennero anche spettacoli di danza sul posto nel XIX secolo, le visite ufficiali iniziarono nel 1958, quando i forti di Joux e Mahler vennero ceduti all'ufficio turistico dall'esercito. Nel 1973, ebbe luogo la prima edizione del festival notturno di Joux per opera della compagnia Comédiens des Nuits de Joux; in seguito, divenne il Centro di animazione dell'Haut-Doubs (CAHD), su iniziativa di Pierre Louis, il direttore della compagnia. La cerimonia ha accompagnato in particolare il debutto al teatro di Jean-Luc Lagarce o Hervé Pierre. Dalla fine degli anni '90, la comunità dei comuni di Larmont si è occupata della valorizzazione e del restauro del sito (oltre all'organizzazione di spettacoli di falconeria, visite notturne teatrali, cacce al tesoro, feste medievali (2008-2014) e giornate dedicate alla scoperta di armi medievali (1990-2015)). Inoltre, durante l'estate sono stati presentati altri spettacoli come quello di "Jazz e improvvisazione libera in Franca Contea" (1995-2009) o "çà s'joue au château" (2006-2010): agli spettatori venivano date coperte in prestito per non patire il freddo.
Un museo delle armi era presente sul primo piano del mastio medievale. Le armi vennero realizzate tra la fine del XVII all'inizio del XX secolo e si contavano quasi 600 pezzi tra elmi, baionette, spade e corazze, oltre a pezzi molto rari, tra cui un fucile del 1717 o colbacchi (oursons) da guardia del Primo Impero francese. La collezione è stata trasferita quasi del tutto nel 2015 al museo di Pontarlier.

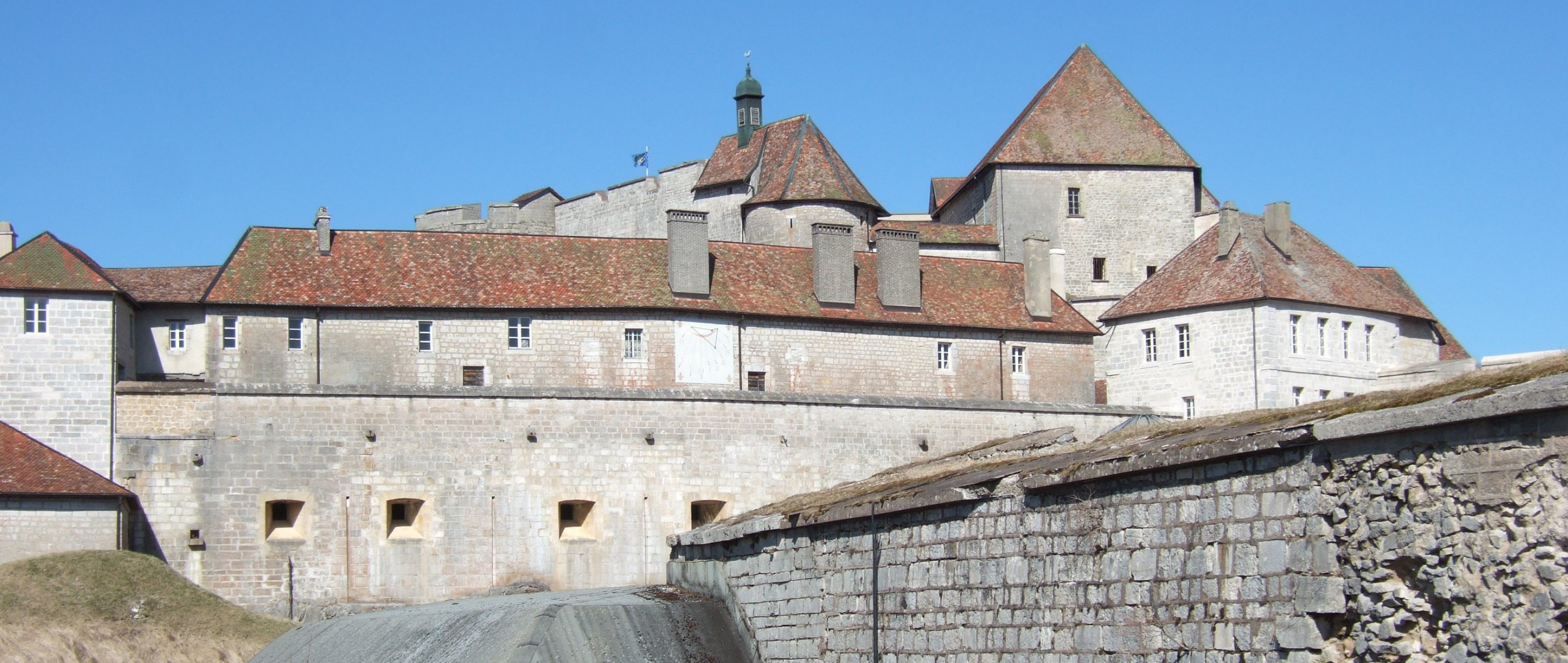
Parte frontale della terza cinta muraria e della caserma, con la torre di Mirabeau e il dongione sullo sfondo

## Architettura

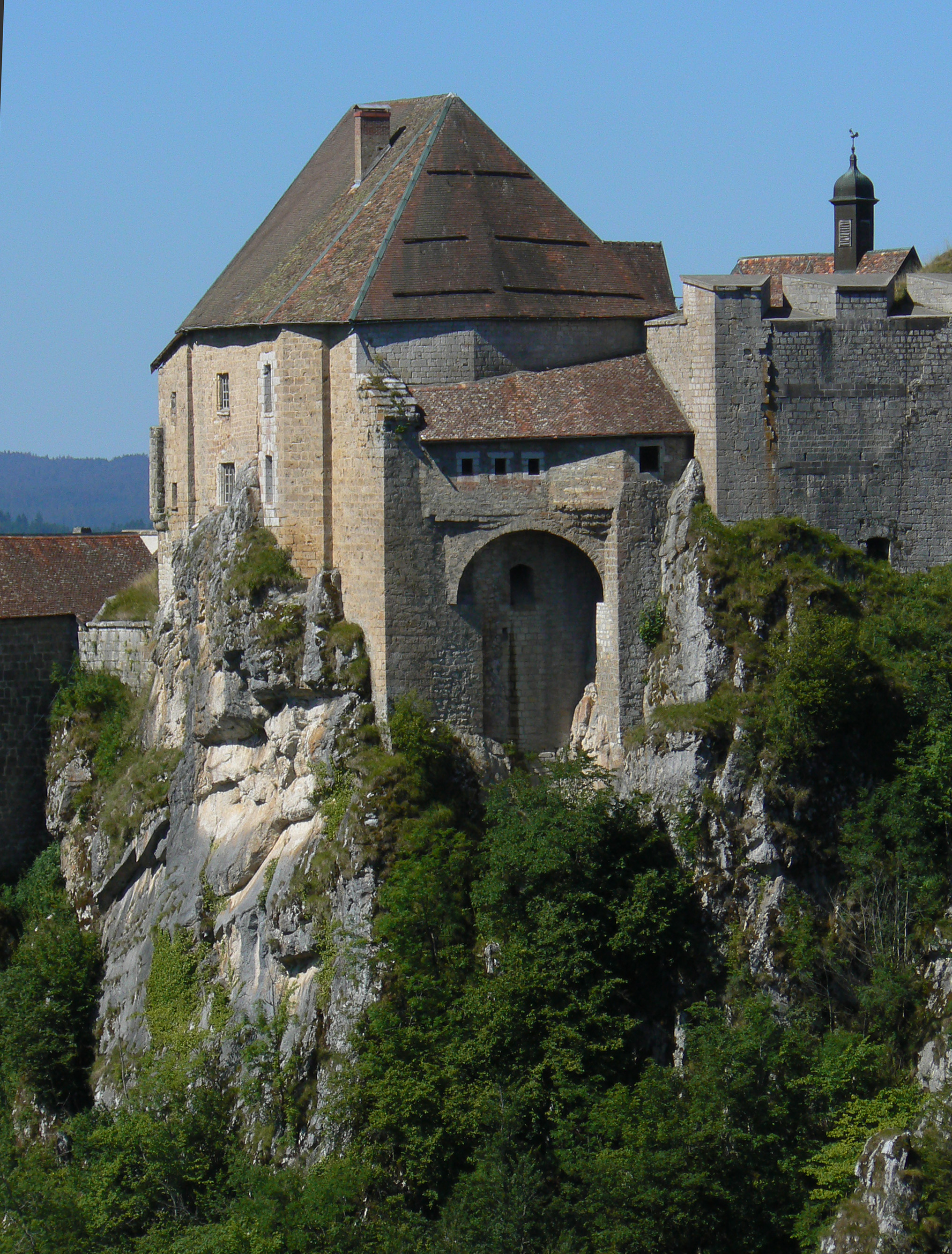
Il dongione e le latrine medievali nei pressi della costruzione eretta nel XIX secolo

Il castello di Joux è un esempio di architettura militare continuamente sviluppato dal Medioevo al XIX secolo. In estrema sintesi, la parte più antica è il mastio medievale e il muro ovest del terzo recinto (che si affaccia sul lato del Doubs). Seguono poi in ordine cronologico di creazione la prima cinta muraria, la torre a forma di ferro di cavallo, la polveriera e l'ingresso alla terza cinta con il suo ponte levatoio. Lo spalto, il passaggio protetto e la terza e quarta cinta sono stati modificati da de Vauban con un percorso affiancato da bastioni. La parte occidentale del cortile del mastio (ovvero la "scala" grigia che si affaccia su La Rochette), la seconda cinta con la garitta in pietra e la scala minata con botola rimovibile risalgono all'XI secolo. La quinta cinta e l'altopiano di La Rochette furono completamente edificati da Joseph Joffre tra il 1879 e il 1881.
Il castello e la batteria Rochette, datata XIX secolo, sono stati classificati come monumento storico il 18 luglio 1996.
Il monte su cui si trova il forte è diviso approssimativamente in tre zone: a nord La Rochette; al centro La Pelouse dove si trova il forte e dagli spalti; a sud, il Géran.

### Dal XI al XVI secolo

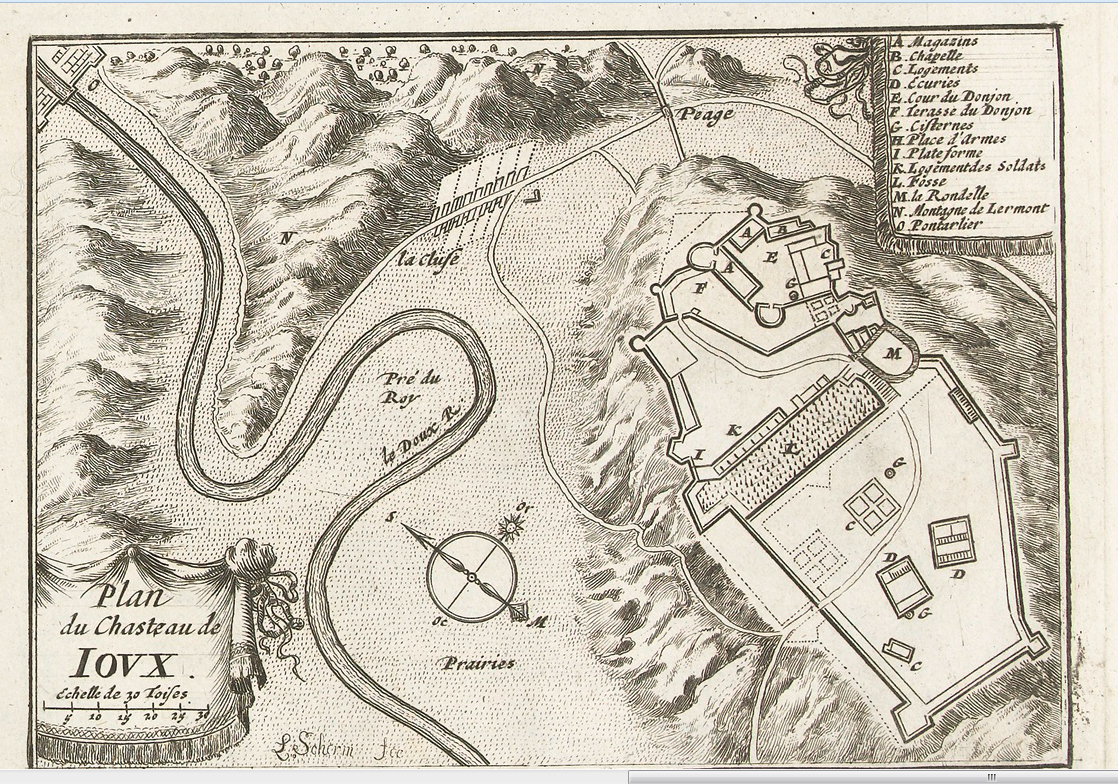
Pianta del castello di Joux prima del 1668

Si trovava probabilmente fin dall'antichità una meridiana in legno chiamata "Iors" dai sequani e "Miroaltum" dai romani al livello di La Rochette. La struttura difensiva doveva verosimilmente essere in principio in legno. Nel 1039, furono realizzati il mastio e una prima cinta (ancora visibile sul lato ovest) con torri quadrate, le cui pietre necessarie provenivano dalle cave di Chaffois.
Verso il XIII secolo, alla fortificazione si aggiunsero delle torri circolari sul lato di La Rochette con una scala che portava verso il passaggio dove veniva richiesto il pagamento del pedaggio. Alla prima cinta si unì anche la torre Mirabeau (che prende il nome dal famoso prigioniero ivi rinchiuso), così come la Grammont, la cui base è bugnata e la sommità fatta di tufo estratto a Fontaine Ronde. Il nome deriva forse da Adriano dei Grammont, la famiglia aristocratica che abitò il luogo nel XVI secolo. In origine, il viale della seconda cinta era di 1,20 m inferiore a oggi; per accedere alla torre era necessaria una scala. Questo permetteva di respingere agevolmente gli aggressori.
Tra il 1393 e il 1405, avvenne la costruzione della torre a forma di ferro di cavallo allora detta "delle Rondelle", della terza cinta e del fosso, eseguita dai pontissaliani con i soldi derivanti dalle nuove fiere di Saint-Luc e Saint-Georges di Giovanni di Borgogna, che voleva farne un posto di frontiera. Filippo III di Borgogna, suo figlio, acquistò il castello nel 1454 suscitando l'invidia degli eredi degli antichi proprietari, gli Hochberg, da cui ne scaturì una serie di cause legali, l'ultima delle quali, dibattuta nel 1492 a Dole, diede ragione a Margherita d'Austria, figlia di Maria di Borgogna. Per salire al cortile del mastio occorre seguire un sentiero in leggera pendenza.

### Dal XVII al XVIII secolo

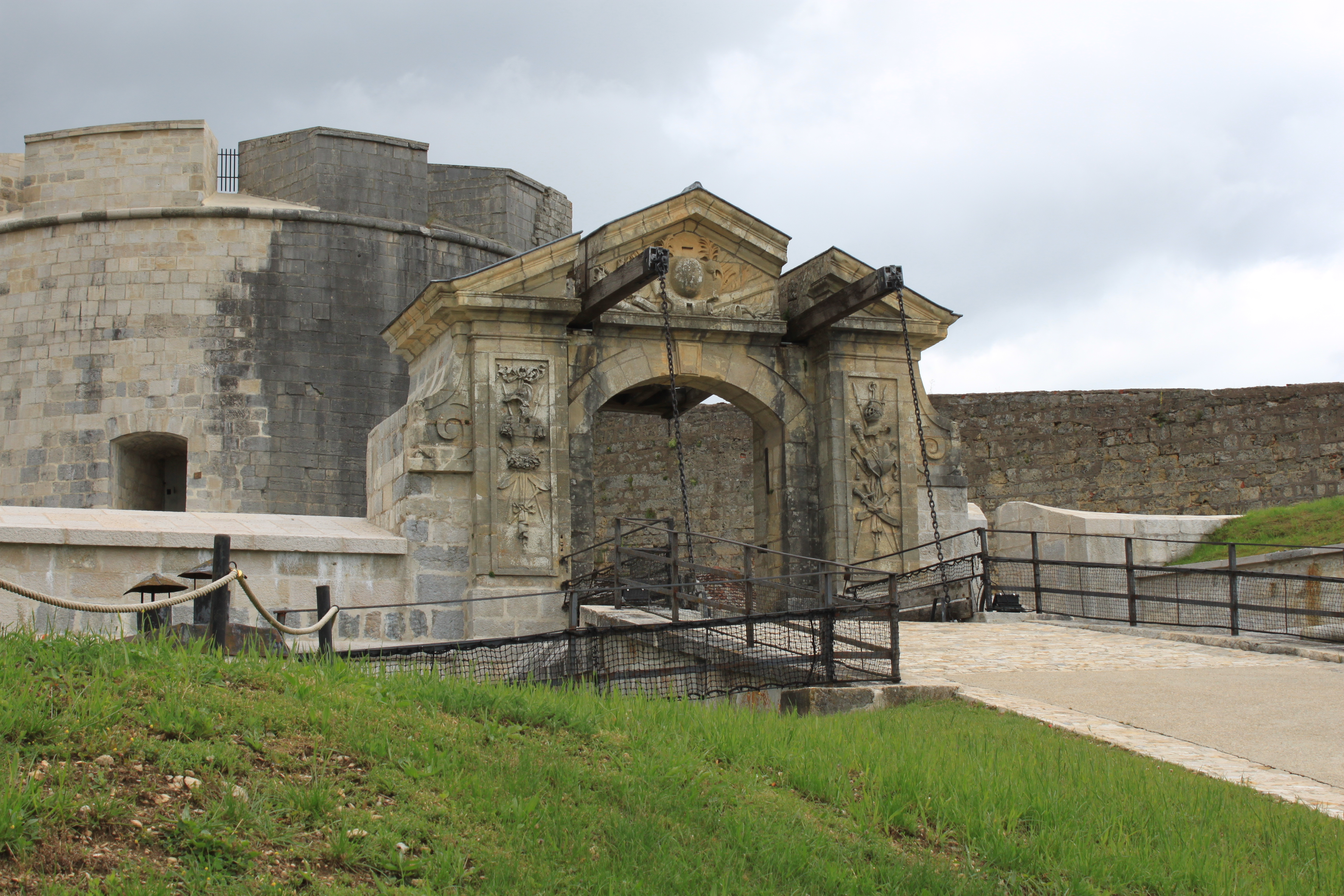
La porta d'onore e la torre a forma di ferro di cavallo

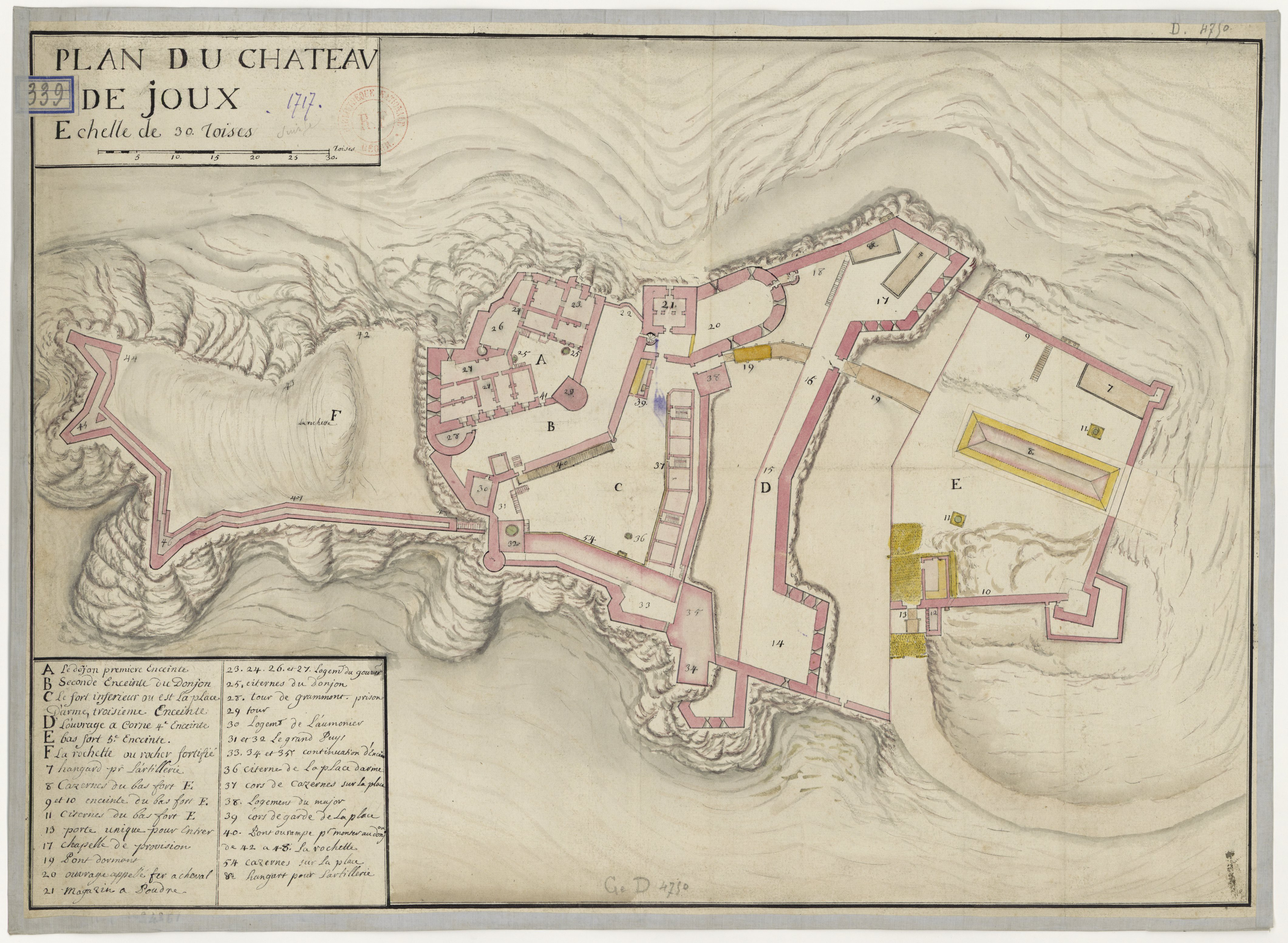
Piano del castello nel XVIII secolo

Quando Luigi XIV conquistò la Franca Contea per la seconda volta, intese preservare tre strutture difensive, compresa quello di Joux, malgrado de Vauban volessero abbatterlo. Nel 1677, si decise di realizzare una mappa della struttura e, tra il 1678 e il 1690, le parti medievali meridionali furono abbattute. Usando le pietre del Géran, si realizzò, prima del fossato medievale che attraversava da un ponte dismesso, la quarta cinta di cui l'estremo a est comprende una garitta con due monogrammi con due lettere L legate a Luigi XIV e al simbolo del sole. Si scelse di scavare un fossato e di edificare una quinta cinta delimitata da un fossato a sud e ovest e un cammino di ronda a est, oltre che gli spalti a sud del forte. In questo periodo, fu costruito il cancello principale, i cui motivi furono realizzati col calcare estratto a Vuillecin che ha la particolarità di essere facile da lavorare come il gesso preservando comunque una certa durezza. Tale settore è ben conversato oggi. I trofei delle armi sulla porta d'onore rappresentano a sinistra i delfini a cavallo leggero (cavalleria leggera) e a destra i picchieri svizzeri (fanteria). In alto, al centro, si trovavano le braccia del Re Sole "con il monogramma delle due L intrecciate su un globo celeste circondato da una ghirlanda vegetale e inserite in una cartuccia barocca di giglio sormontata dalla corona chiusa", ma fu in futuro rubato tutto il metallo dorato e solo il fermaglio della corona e alcuni frammenti delle due L sopravvivono. Nella parte superiore della porta d'onore a sinistra è rappresentata la Franca Contea spagnola con la bandiera della vittoria riportata contro i turchi da parte di Carlo V e di Giovanni d'Austria che è una mezzaluna rovesciata su fondo azzurro. La bandiera reca lo stemma dei signori di Salins e le armi sono quelle usate nell'esercito spagnolo che è l'unico ad avere ancora un corpo di arcieri (faretra), per esempio. A destra, compaiono in evidenza la Francia e le sue insegne "moderne": le baionette non risultano ancora state standardizzate in un modello unico.
Nel 1690, de Vauban modificò il piano di rilievo per iniziare i lavori sulla parte superiore del castello e ne propose le modifiche a Luigi XIV. Tra il 1690 e il 1693 revisionò la seconda cinta, il cortile principale e l'annessa caserma. Fece scavare un grande pozzo profondo (147 m) che fu ridotto dalla galleria di Joffre. Fu costruito un alloggiamento adiacente alla torre Grammont e che si affaccia sulla seconda cinta: inoltre, apparirono delle cannoniere sulle torri a ovest, nel cortile del mastio e sulla torre a ferro di cavallo, coperta da tetto rimovibile.
Sotto Luigi XV, nel 1717 e 1724, si eseguirono nuovi lavori e il piano di soccorso di de Vauban subì dei mutamenti: si edificarono degli arsenali nella quarta e quinta cinta, una rampa per accedere alla seconda cinta e l'interno dell'edificio fu in generale modificato. Il governatore del luogo, La Rochette, sollecitò il completamento delle migliorie. Alla fine del regno di Luigi XV, il forte fu trasformato in una prigione di stato installando delle celle all'altezza della prima e della seconda cinta. Ogni cella contava un suo caminetto stretto e rettangolare, in modo che nessuno potesse entrarvi. Il freddo infatti risulta pungente quasi tutto l'anno, tanto che anche oggi è consigliabile non scoprirsi troppo d'estate. La finestra di una cella era parzialmente murata, di modo che nessuno potesse scappare: tra i prigionieri rinchiusi in isolamento figurarono Toussaint Louverture o il marchese de Rivière. L'ultimo aggiornamento della carta dei rilievi risale al 1761. Verrà parzialmente distrutto nel 1826, quando si rimpiazzerà il sistema precedente. Oggi tali mutamenti vengono descritti nel museo dedicato al forte.

### Il XIX secolo e la prima metà del Novecento

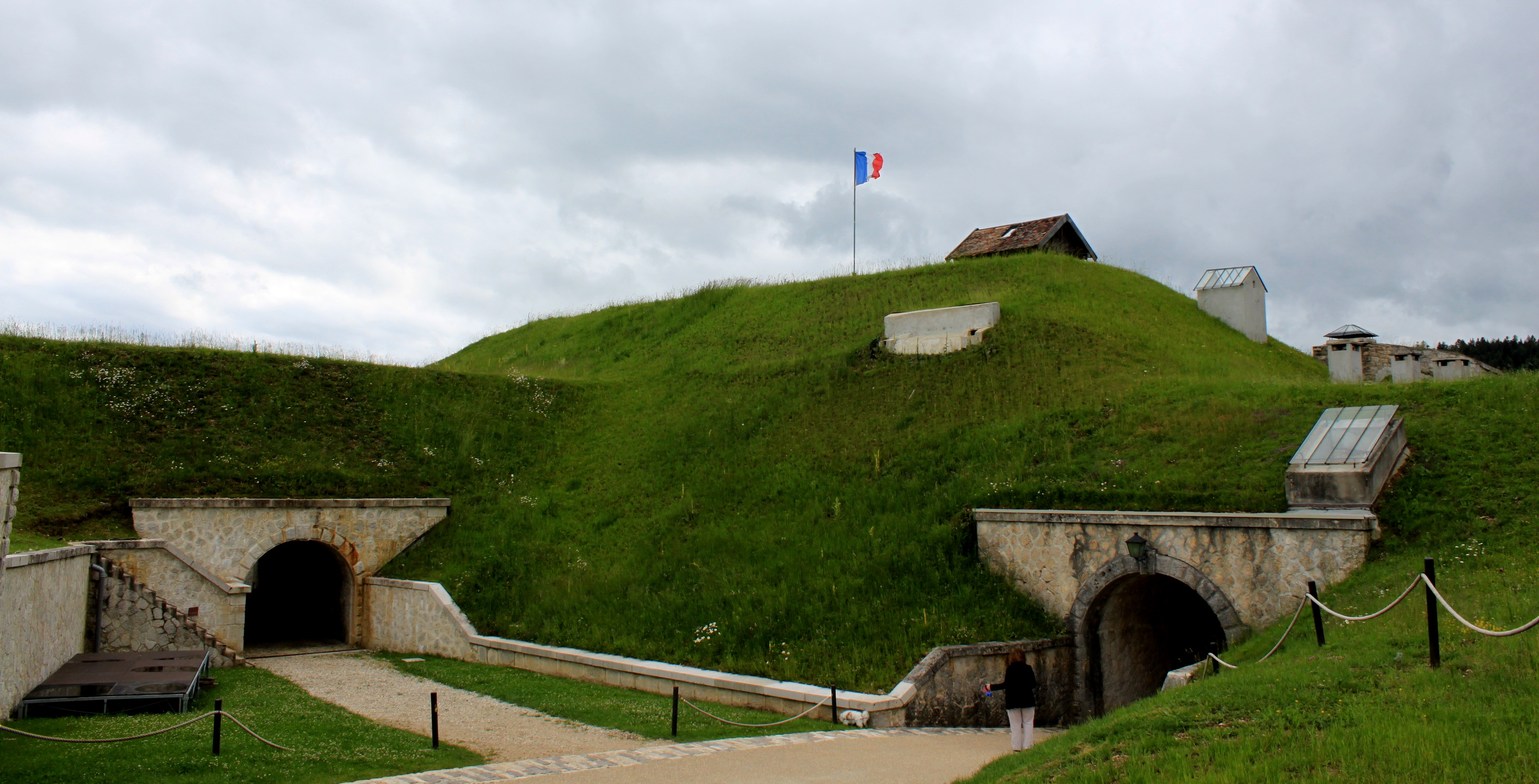
La quinta cinta ricoperto dal manto erboso

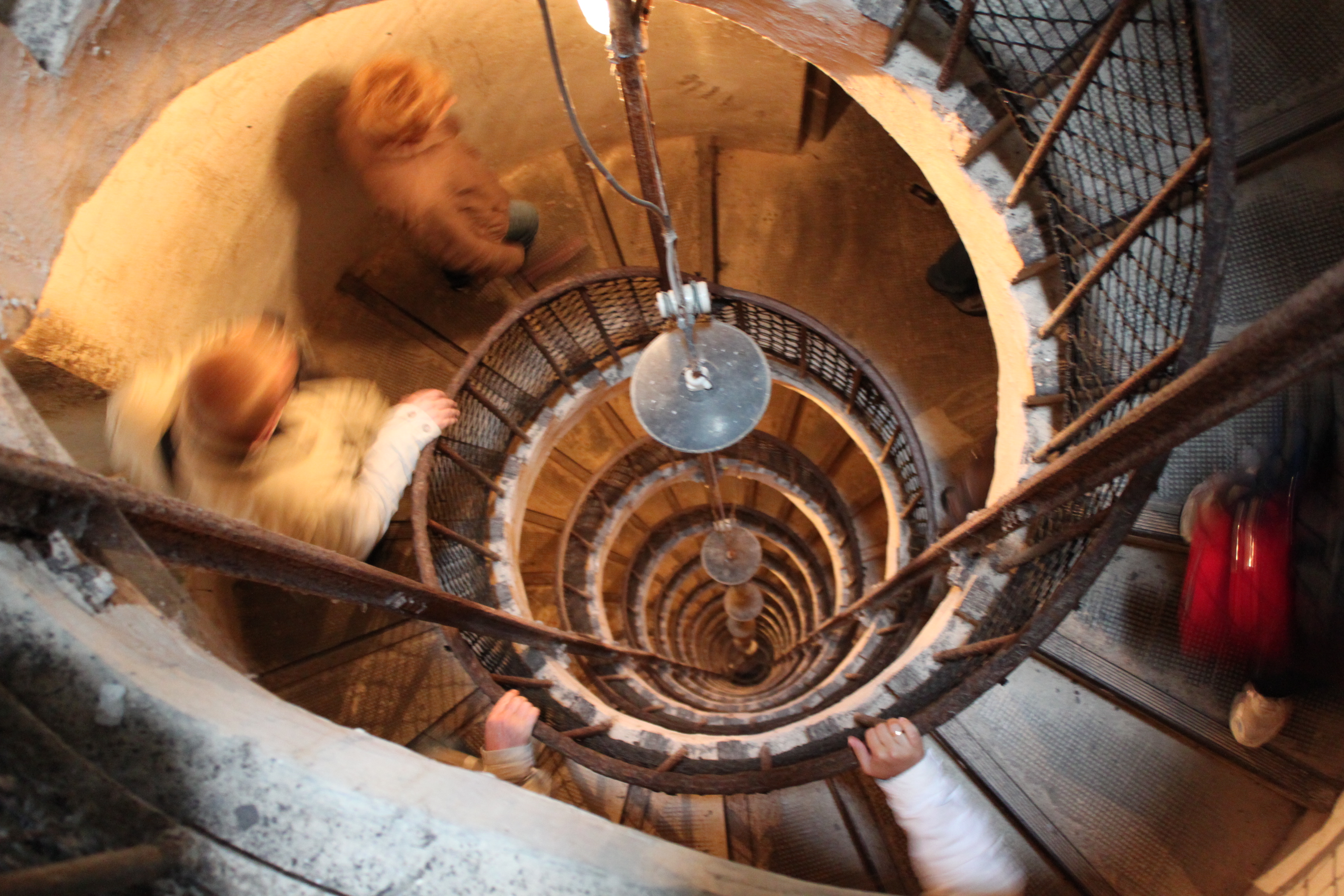
La scala a chiocciola Joffre

Nel 1815 gli austriaci aprirono il fuoco sul castello di Joux, in particolare dal forte della Cluse (di fronte alla costruzione principale) e da Montpetot, localizzato su una collina a nord-est del sito centrale. Potendo impiegare solo artiglieria leggera sulle rocce della Fauconnière e sul ferro di cavallo, le palle di cannone non intaccarono mai la struttura originale. Tuttavia, i danni causati in altri punti furono notevoli: tutte le fortificazioni di La Rochette furono abbattute, così come alcune torri e la quasi totalità delle mura. Quando poi occuparono il forte, vendettero i cannoni al migliore acquirente, recuperarono tutto il metallo prezioso, abbatterono i portoni e saccheggiarono i mobili e gli archivi nel grande pozzo.
Seguì un periodo di difficoltà economiche, le quali non consentirono riparazioni se non nel 1827. In quell'anno, si rafforzò la quinta cinta, la scala che porta da La Rochette al punto di pedaggio medievale fu sfruttata per costruire la Torre del Diavolo in stile neogotico nel 1843, si riparò la seconda cinta (si noti la somiglianza architettonica tra la garitta in pietra in questo punto e quella di forte Mahler, costruita contemporaneamente). Una scala minata con botola rimovibile sostituisce la rampa iniziale, mentre gli edifici adiacenti al dongione furono completamente modificati. Si può notare il cosiddetto albero della libertà al centro del cortile principale, installato nel 1868, che fornisce una panoramica esatta dei luoghi ristrutturati in quest'ultima data.
La guerra del 1870 convinse Parigi a far rientrare il forte nel sistema Séré de Rivières e fu il giovane capitano Joseph Joffre a prenderne il controllo nel 1879. Grazie alla sua direzione, vide la luce la batteria di La Rochette, la scala a chiocciola, la galleria che conduce al grande pozzo e la polveriera ivi localizzata, un piccolo magazzino sotterraneo e la scala a doppia rampa che conduce a La Rochette. Joffre fece anche costruire delle strutture nel fosso della quinta cinta e ammodernò completamente la quinta cinta, in cui installò le due casematte Mougins con piastre di ghisa (4 da 20 tonnellate ciascuna) ricoperte dal manto erboso e funzionali a ospitare i cannoni Bange di 155 mm, uno dei quali è stato oggi ricostituito a grandezza naturale. Un sistema di controbilanciamento consentiva l'apertura per facilitare lo sparo, mentre enormi prese d'aria consentivano al gas e alla polvere generate di fuoriuscire in fretta. Di recente restaurata per funzionare, Joux possiede l'unica casamatta Mougin ancora funzionante. Sfortunatamente, una volta costruite, queste casematte divennero già obsolete a causa dell'invenzione del siluro nel 1889.
Nel periodo interbellico, quando il castello di Joux era parte della linea Maginot, fu installata l'elettricità.
I tedeschi che lo occuperanno durante la seconda guerra mondiale raccolsero una fetta consistente di metallo rimasto per rifonderlo e fabbricare armi.

### Dettagli dell'architettura militare del forte di Joux

#### Sentieri, fossati e ponti levatoi[45]

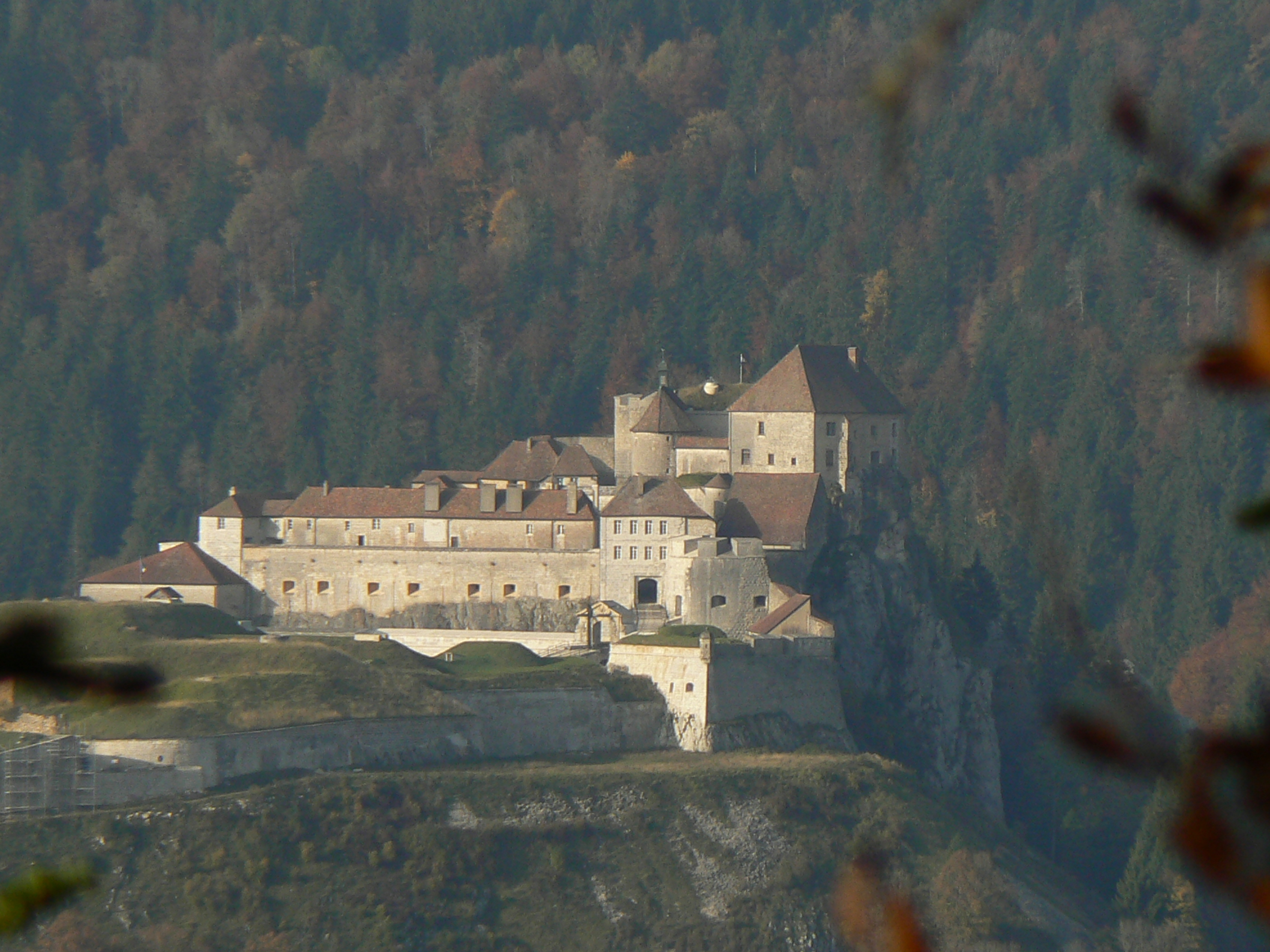
Il cammino di ronda in primo piano

- Passaggio coperto (XVII secolo): a sinistra dello spalto, salendo, esiste un passaggio riparato al termine del quale si possono ammirare le insegne dedicato a Luigi XIV.
- Fossi asciutti: posti già nel Medioevo, erano asciutti.
- Ha-ha (XIX secolo): Poco prima della sala d'ingresso, a sinistra del ponte levatoio, è presente un ha-ha che permetteva di rallentare gli aggressori che sarebbero riusciti a fare irruzione.
- Ponte levatoio mobile (XIX secolo): è il primo che si attraversa prima di entrare.
- Ponte levatoio con guglia (XVII secolo): costituisce la porta principale: per sollevarla erano necessarie due persone.
- Ponte levatoio medievale a contrappesi (XV secolo): si tratta dell'ultimo ponte levatoio. In inverno o con la pioggia era impossibile da sollevare. Sulla salita a sinistra, in un punto più basso, è presente una feritoia tipica della Borgogna del XIV secolo.
- Cannoniere: installate da de Vauban, ad ogni colpo le feritoie che conducevano al fossato potevano essere chiuse da pannelli in legno che proteggevano gli artiglieri quando caricavano i fucili. Nel cortile principale, verso il pavimento della caserma prospiciente il fosso del terzo recinto, sono visibili le persiane in legno che servivano per l'evacuazione dei fumi dal retro.
- Cammino di ronda: dietro le baracche Vauban, esposta a ovest, esiste una passerella riparata fiancheggiata da latrine (non accessibile).
- Caminetto esterno (XVIII secolo): per riscaldarsi, i soldati disponevano di un caminetto esterno situato all'ingresso del cortile principale.

#### Le scale

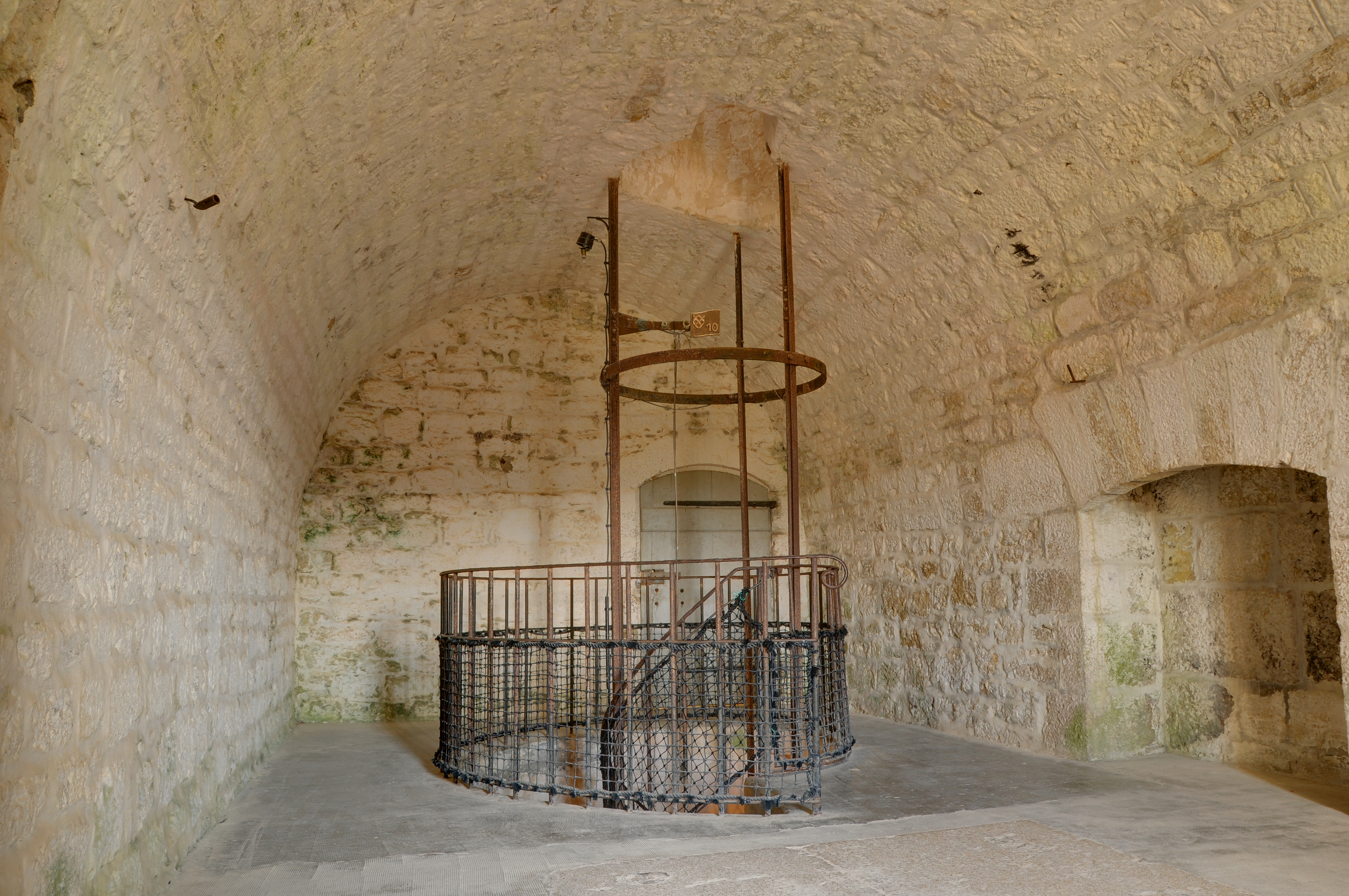
Montacarichi della scala Joffre (notare il camino della vecchia cella)

- Pas de canard (XIX secolo): lungo la quinta cinta, si trovano delle scale di fortificazione con gradini assai ripidi.
- Passo del topo (XVII secolo): nel fosso, alla sinistra e alle spalle del cancello principale, si vede un passo del topo (pas de souris), funzionale a consentire la salita o la discesa dalla controscarpa da un fosso.
- Passo dell'asino: per arrivare al cortile principale, si segue un passo dell'asino (pas d'âne), ovvero una scala i cui gradini, talvolta striscianti, hanno un'altezza ridotta e sono molto ampi.
- Scala minata con botola rimovibile (XIX secolo): utile a collegare il cortile principale al secondo recinto. Tale scala è cava (al fine di posizionare i sacchi di polvere di sparo) e presenta un foro per posizionare la canna del cannone. A metà scala, la scala ha un pianerottolo costituito da una barricata rimovibile all'occorrenza, funzionale a ritardare l'avanzata dell'aggressore di turno.
- La scala a chiocciola (XIX secolo): presenta un montacarichi centrale che scende per 30 metri e collega il cortile del mastio alle gallerie sotterranee sopraccitate.

#### Pozzi, cisterne

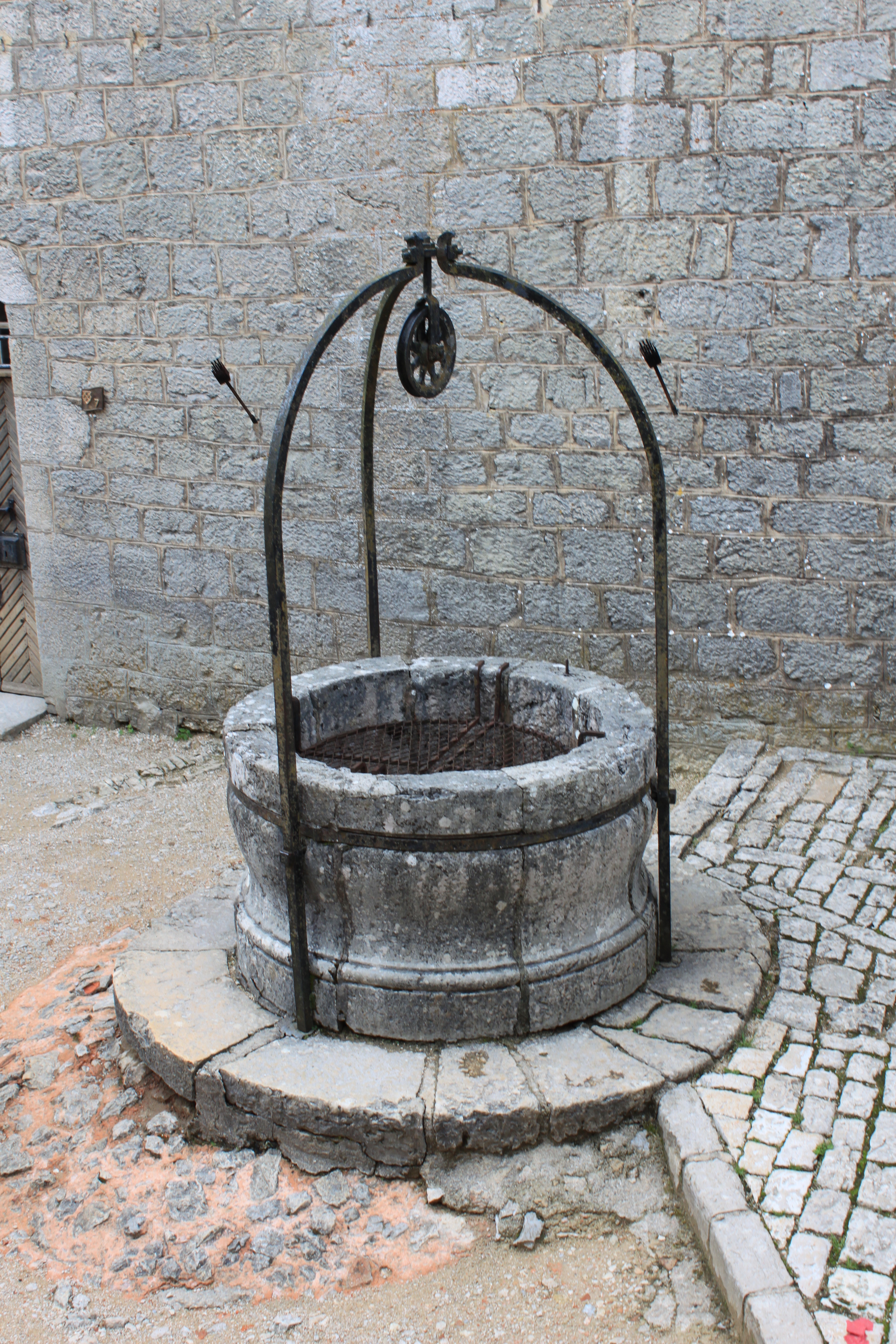
Cisterna medievale

- Lucernari (XIX secolo): si trovano ovunque nel castello e si presentano come fori circolari nel soffitto che a volte attraversavano diversi piani. Risultavano utili a garantire l'illuminazione, ma anche, quando poste al centro delle navate, a ingannare gli invasori e farli perdere tra le stanze (se ne contano 250).[1]
- Cisterne: in fondo al fosso della terza cinta, all'incirca al centro, è presente un sistema di raccolta dell'acqua e la relativa cisterna: ne esistono anche nel cortile principale. La più antica, di epoca medievale, si trova al centro del dongione. In montagna l'approvvigionamento idrico era essenziale.
- Il grande pozzo: nel XIX secolo si pensava che fosse stato scavato da persone condannate a morte da Amaury de Joux e si fossero ammassati parecchi corpi. Più tardi, gli studiosi hanno dimostrato che fu de Vauban a farlo scavare e si trovarono "solo" due cadaveri durante lo scavo. In origine, era lungo 147 metri e scendeva di 10 metri sotto il livello del Doubs. Il sistema di risalita dell'acqua funzionava più o meno come una di ruota da criceto: una costruzione simile si rintraccia nella cittadella di Besançon. Quando Joffre scavò la sua galleria, restrinse il pozzo, che ora può essere visto solo dalla galleria sotterranea: nonostante questo, resta comunque un'opera architettonica impressionante. Contrariamente a quanto si potrebbe pensare, gli esperimenti con la fluoresceina hanno dimostrato che l'acqua del grande pozzo non scorreva nel fiume Doubs, ma nella Loue, attraverso la rete della Fontaine Ronde che passa sotto Pontarlier.[46]

## Leggende

### Berta de Joux
Amauri III di Joux partì per la Terra santa nel 1179. Aveva appena sposato la giovane Berta, 37 anni più giovane di lui, e di lì a poco la donna rimase incinta. Il piccolo figlio, di nome Enrico, nacque nel 1180; somigliava molto a suo padre per via dei suoi capelli ricci. Berta attese il marito per diversi anni, fin quando una sera un cavaliere ferito si presentò al castello. Si trattava del giovane Amato di Montefalcone, un ragazzo di bell'aspetto, che se si vuol credere alla leggenda, Berta, la quale non aveva più notizie dalla Terra Santa e credeva suo marito fosse caduto sotto i colpi degli infedeli, si concesse al combattente, tra l'altro suo amico d'infanzia. Facendo ritorno quando meno era più atteso, Amauri sorprese i due amanti. Accecato dalla rabbia, trafisse Amato di Montefalcone con tre colpi di spada e ordinò che il suo corpo fosse appeso a una forca piantata sulle rocce della "Fauconnière".
Quanto alla moglie infedele, questa fu condannata ad essere rinchiusa per il resto dei suoi giorni in una minuscola prigione dove poteva solo stare in ginocchio e ammirare da una stretta fessura come unico spettacolo il corpo nudo, dilaniato e mangiato dai corvi del suo amante. Quando Amauri morì, suo figlio, il giovane Enrico de Joux, ebbe pietà di sua madre e la spedì all'abbazia di Montbenoît, dove ella si pentì. Questo tardivo rimorso di coscienza, provato vicino alla tomba di Amauri, forse non fu sufficiente a placare l'ira divina perché, quasi otto secoli dopo, le guardie e gli abitanti del posto riferivano di sentire, quando soffiava di notte il vento del nord in direzione di Le Chauffaud (sede oggi di una famosa pista sciistica): "Pregate, vassalli, pregate in ginocchio, pregate Dio per Berta di Joux!".
Gli studiosi hanno cercato di discernere gli aspetti fiabeschi da eventuali tracce di realtà. Innanzitutto, è vero che una spedizione in Terra Santa fu organizzata da Enrico di Champagne e Pietro I di Courtenay nel 1179 per aiutare re Baldovino IV di Gerusalemme e, inoltre, l'esistenza di Berta è attestata da documenti medievali. Risultava ancora viva a Montbenoît nel 1228. Amedeo II di Montefalcone, che visse nel XII secolo, si fece chiamare dal 1183 anche Amato, un po' come accadde nella canzone di Rinaldo: "Se voi giustizierete Riccardo, allora prendere io il suo nome e mi farò chiamare Riccardo". Quanto alla località "Fauconnière", il nome sarebbe dovuto proprio ad Amato di Montefalcone.
La storia ha ispirato una scrittrice cubana, Gertrudis Gómez de Avellaneda, che ha scritto il romanzo "La baronessa di Joux" (La baronesa de Joux) all'Avana nel 1844.

### Le signore di Entreportes
Un imprecisato nobile di Joux aveva tre figlie: Luisa, Berta e Ermanna (nella versione originale Loïse, Berthe e Hermance), una più carina dell'altra. Il loro unico difetto era una straordinaria civetteria che le spingeva irresistibilmente ad infiammare i cuori di tutti i cavalieri e scudieri del vicinato. Quando trovavano chi si legava a loro, rompevano immediatamente allo scopo di esercitare il loro fascino sugli sfortunati che ancora osavano resistere. Più di un nobile pretendente si credette il prescelto di una delle ragazze, ma le speranze venivano sempre infrante alla vigilia del matrimonio.

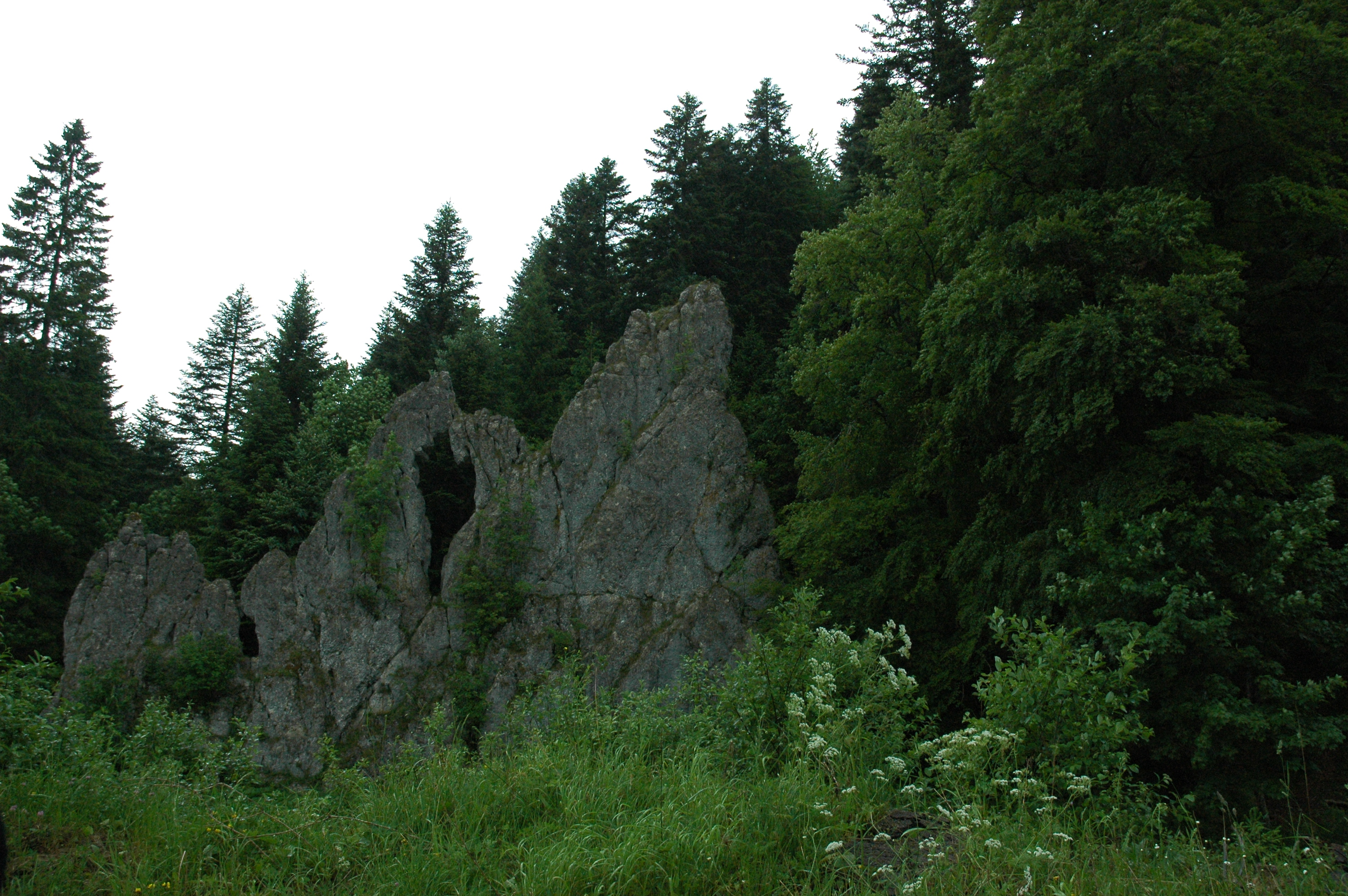
Le dame di Entreporte: le tre principesse di Joux congelate sui loro cavalli

Tuttavia, tre giovani signorotti, i più attraenti e coraggiosi della contea di Borgogna, non desistettero dall'impresa di farsi amare. Essi vegliarono intorno al castello, con la benedizione del signore di Joux che sognava segretamente di averli come generi, ma invano.
Cedendo alla collera e all'impazienza, il padre decise che i vincitori di un torneo avrebbero ricevuto la mano delle sue tre figlie come ricompensa, volenti o nolenti. La giostra fu annunciata per più di cento leghe intorno, ma pochi cavalieri si presentarono, ciascuno conoscendo troppo bene l'umorismo capriccioso e l'incostanza delle belle giovani donne di Joux. La fortuna delle armi sorrise a Braccio di Ferro (Bras-de-Fer), Raimondo il Gobbo (Raymond le Bossu) e Ugo dal Piede Storto (Hugues-au-Pied-Fourchu), la cui malvagità era pari solo alla bruttezza.
Il giorno del matrimonio, le spose apparivano velate. Per scongiurare l'ipotesi di contrarre le nozze in tale maniera, furono sostituite da alcune cameriere. Scoperto l'inganno, fu organizzato un inseguimento in direzione di Pontarlier a cui si unirono tutti gli ingannati. Quando sembrava di aver scoperto le tre sagome dalla distanza, i partecipanti al torneo le presero in braccia e le caricarono sui cavalli prima di togliere i vestiti che coprivano del tutto quello che c'era sotto. Togliendo i veli, si scoprì che vi erano solo tre statue di pietra: oggi esiste una formazione rocciosa conosciuta con il nome di "Dames d'Entreportes".